# 入門編 (アルバム)
『入門編』（にゅうもんへん）は忌野清志郎4枚目のコンピレーション・アルバム。2008年5月28日発売。
2008年12月17日にはSHM-CD仕様で再発された。

## 概要
忌野のソロ、歴代ユニット作から選曲したベスト・アルバム。

## 収録曲
1. AROUND THE CORNER/曲がり角のところで
2. サンシャイン・ラブ　（忌野清志郎Little Screaming Revue）
3. 毎日がブランニューデイ
4. JUMP
5. ROCK ME BABY
6. 3部作 - （イ）人類の深刻な問題（ロ）ブーム ブーム（ハ）ビンジョー　（ザ・タイマーズ）
7. E-JAN
8. はたらく人々 （DANGER）
9. い・け・な・いルージュマジック （忌野清志郎 + 坂本龍一）
10. パパの歌
11. かくれんぼ
12. お弁当箱 （忌野清志郎 & 2・3'S）
13. プリプリ・ベイビー
14. 口笛
15. Sweet Lovin'
16. Baby 何もかも
17. ラクに行こうぜ
18. 約束